# 헤이디 스웨드버그
하이디 스웨드버그(Heidi Swedberg, 1966년 3월 3일 ~ )는 미국의 배우, 음악가이다.
호놀룰루에서 태어났다.

## 출연 작품
- 드래곤플라이 (2002년)
- 갤럭시 퀘스트 (1999년)
- 개구쟁이 데니스 2 (1998년)
- 업 클로즈 앤 퍼스널 (1996년)
- 환상 특급 - 로스트 클래식스 (1994년)
- 그레이스 언더 파이어 (1993년)
- 신부님 참으세요 (1991년)
- 못말리는 비행사 (1991년)
- 록시 (1990년)
- 유치원에 간 사나이 (1990년)
- 참전 용사 (1989년)

### 텔레비전
- ER (1994년)
- 사인필드 (1990년) - 수잔 비들 로스 역
- 로스웰 시즌1 (1999년)